# Michel Bergeron Trophy
Michel Bergeron Trophy je hokejová trofej udělovaná každoročně nejlepšímu útočníkovi mezi nováčky juniorské ligy Quebec Major Junior Hockey League. Mezi roky 1969 a 1980 byla udělována trofej pro nejlepšího nováčka, ale poté vznikla Michel Bergeron Trophy pro nejlepšího útočníka nováčků a Raymond Legacé Trophy pro nejlepšího defenzivního nováčka. V roce 1991 vznikl RDS Cup pro nejlepšího nováčka.

## Držitelé Michel Bergeron Trophy

### Nejlepší útočníci mezi nováčky
| Sezóna  | Jméno                  | Tým                      |
| ------- | ---------------------- | ------------------------ |
| 2021-22 | Jakub Brabenec         | Charlottetown Islanders  |
| 2020-21 | Antonin Verreault      | Gatineau Olympiques      |
| 2019-20 | Zachary Bolduc         | Rimouski Océanic         |
| 2018-19 | Hendrix Lapierre       | Chicoutimi Saguenéens    |
| 2017-18 | Alexis Lafrenière      | Rimouski Océanic         |
| 2016-17 | Nico Hischier          | Halifax Mooseheads       |
| 2015-16 | Vitalij Abramov        | Gatineau Olympiques      |
| 2014-15 | Dmytro Timašov         | Quebec Remparts          |
| 2013-14 | Nikolaj Ehlers         | Halifax Mooseheads       |
| 2012-13 | Valentin Zykov         | Baie-Comeau Drakkar      |
| 2011–12 | Michail Grigorenko     | Québec Remparts          |
| 2010–11 | Charles Hudon          | Chicoutimi Saguenéens    |
| 2009–10 | Petr Straka            | Rimouski Océanic         |
| 2008–09 | Dmitrij Kugryšev       | Québec Remparts          |
| 2007–08 | Nicolas Deschamps      | Chicoutimi Saguenéens    |
| 2006–07 | Jakub Voráček          | Halifax Mooseheads       |
| 2005–06 | Angelo Esposito        | Québec Remparts          |
| 2004–05 | Derick Brassard        | Drummondville Voltigeurs |
| 2003–04 | Sidney Crosby          | Rimouski Océanic         |
| 2002–03 | Petr Vrána             | Halifax Mooseheads       |
| 2001–02 | Benoit Mondou          | Baie-Comeau Drakkar      |
| 2000–01 | Pierre-Marc Bouchard   | Chicoutimi Saguenéens    |
| 1999–00 | Christopher Montgomery | Montreal Rocket          |
| 1998–99 | Ladislav Nagy          | Halifax Mooseheads       |
| 1997–98 | Mike Ribeiro           | Rouyn-Noranda Huskies    |
| 1996–97 | Vincent Lecavalier     | Rimouski Océanic         |
| 1995–96 | Pavel Rosa             | Hull Olympiques          |
| 1994–95 | Daniel Brière          | Drummondville Voltigeurs |
| 1993–94 | Christian Dubé         | Sherbrooke Faucons       |
| 1992–93 | Steve Brule            | Saint-Jean Lynx          |
| 1991–92 | Alexandre Daigle       | Victoriaville Tigres     |
| 1990–91 | René Corbet            | Drummondville Voltigeurs |
| 1989–90 | Martin Lapointe        | Laval Titan              |
| 1988–89 | Yanic Perreault        | Trois-Rivières Draveurs  |
| 1987–88 | Martin Gélinas         | Hull Olympiques          |
| 1986–87 | Rob Murphy             | Laval Voisins            |
| 1985–86 | Pierre Turgeon         | Granby Bisons            |
| 1984–85 | Jimmy Carson           | Verdun Junior Canadiens  |
| 1983–84 | Stephane Richer        | Granby Bisons            |
| 1982–83 | Pat LaFontaine         | Verdun Juniors           |
| 1981–82 | Sylvain Turgeon        | Hull Olympiques          |
| 1980–81 | Claude Verret          | Trois-Rivières Draveurs  |

### Nejlepší nováčci
| Sezóna  | Jméno             | Tým                     |
| ------- | ----------------- | ----------------------- |
| 1979–80 | Dale Hawerchuk    | Cornwall Royals         |
| 1978–79 | Alain Grenier     | Laval National          |
| 1977–78 | Denis Savard      | Montreal Juniors        |
| 1977–78 | Normand Rochefort | Trois-Rivières Draveurs |
| 1976–77 | Rick Vaive        | Sherbrooke Castors      |
| 1975–76 | Jean-Marc Bonamie | Shawinigan Dynamos      |
| 1974–75 | Denis Pomerleau   | Hull Festivals          |
| 1973–74 | Mike Bossy        | Laval National          |
| 1972–73 | Pierre Larouche   | Sorel Éperviers         |
| 1971–72 | Bob Murray        | Cornwall Royals         |
| 1970–71 | Bob Murphy        | Cornwall Royals         |
| 1969–70 | Serge Martel      | Verdun Maple Leafs      |